# 1999 год в боксе
1999 год в боксе.

## Любительские бокс

### Чемпионат мира
| Весовые категории                 | Золото                  | Серебро               | Бронза                           |
| Первый лёгкий вес (-48 кг)        | Брайан Вилория          | Микро Ромеро          | Александр Налбандян Судан Пуннон |
| полулегкий вес (-51 кг)           | Булат Джумадилов        | Омар Андрес Нарваэс   | Валдемар Кукуряну Анджей Ржаны   |
| Лёгкий вес (-54 кг)               | Райсу Срину-Олтяну      | Камиль Джамалутдинов  | Бенуа Годе Захид Мехтиев         |
| полулегкий вес (-57 кг)           | Рикардо Хуарес          | Тулкунбай Тургунов    | Овидиу Бобирнат Рамаз Палиани    |
| Лёгкий вес (-60 кг)               | Марио Кинделан          | Алексей Степанов      | Джордже Линка Димитр Штилянов    |
| Первый полусредный вес (-63.5 кг) | Махамматкадыр Абдуллаев | Вилли Блен            | Али Ахраул Лукас Конечный        |
| полусредны вес (-67 кг)           | Хуан Эрнандес Сьерра    | Тимур Гайдалов        | Леонард Бунду Люциан Буте        |
| Первый середный вес (-71 кг)      | Мариан Симион           | Хорхе Гутьеррес       | Ермахан Ибраимов Фредерик Эстер  |
| Средный вес (-75 кг)              | Уткирбек Хайдаров       | Адриан Дьякону        | Евгений Казанцев Акин Кулоглу    |
| Тяжёлый вес (-81 кг)              | Майкл Симс              | Джон Дови             | Али Исмаилов Алексей Трофимов    |
| Тяжёлый вес (-91 кг)              | Майкл Беннетт           | Феликс Савон          | Кевин Эванс Штефф Кречман        |
| Полутяжёлый вес (+91 кг)          | Синан Шамил Шан         | Мухтархан Дильдабеков | Феликс Дьячук Паоло Видоз        |

## Профессиональный бокс

### Тяжёлый вес
- 13 марта чемпион WBA и IBF,  Эвандер Холифилд свёл вничью SD объединительный бой с чемпионом WBC,  Ленноксом Льюисом.
- 26 июня  Виталий Кличко победил KO2  Херби Хайда, и стал новым чемпионом мира по версии WBO. С этим поединком Кличко попал в Книгу рекордов Гиннесса, как человек который стал чемпионом мира потратив на это самое маленькое количество раундов, и времени, так же все поединки Кличко выиграл нокаутом.
- 13 ноября  Леннокс Льюис в повторном бою UD объединил титулы WBA, WBC и IBF в поединке с  Эвандером Холифилдом, и стал абсолютным чемпионом мира (на тот момент титул WBO не имел общего признания).

### Первый тяжёлый вес
- Джонни Нельсон провёл пять успешных защит титула чемпиона мира по версии WBO.
- Хуан Карлос Гомес трижды защитил титул чемпиона мира по версии WBC.
- 5 июня  Василий Жиров нокаутировал  Артура Уильямса, и стал новым чемпионом мира по версии IBF.
- 13 ноября  Фабрис Тьоззо победил TKO7  Кена Мёрфи, и защитил титул WBA.

### Полутяжёлый вес
- 5 июня  Рой Джонс победил UD  Реджи Джонса, и стал абсолютным чемпионом мира (WBA, WBC, IBF и The Ring). (На тот момент титул WBO не имел общего признания).
- 28 августа  Дариуш Михалчевски защитил титул WBO, нокаутировав TKO4  Монтелла Гриффина.

### Второй средний вес
- 13 февраля  Джо Кальзаге защитил SD титул чемпиона WBO в бою с  Ридомэ
- 12 июля  Байрон Митчелл победил TKO11  Фрэнки Лайса, и стал новым чемпионом мира по версии WBA.
- 23 октября  Маркус Байер победил UD  Рише Вудхолла, и стал новым чемпионом мира по версии WBC.
- Свен Оттке четырежды в году защитил титул чемпиона мира по версии IBF.

### Средний вес
- 30 января  Берт Шенк победил TKO4  Фримена Барра, и завоевал вакантный титул чемпиона мира по версии WBO.
- 6 февраля  Бернард Хопкинс победил TKO7  Роберта Аллена, и защитил титул чемпиона мира по версии IBF.
- 24 апреля  Кит Холмс в реванше победил TKO7  Хасина Шарифи, и снова завоевал титул чемпиона мира по версии WBC.
- 24 сентября  Уильям Джоппи в реванше победил TKO7  Хулио Сесара Грина, и снова завоевал титул чемпиона мира по версии WBA.
- 27 ноября  Арманд Краянк победил TKO8  Джейсона Мэттьюса, и завоевал вакантный титул чемпиона мира по версии WBO.